# Verdammt, verkommen, verloren – The Losers
Verdammt, verkommen, verloren – The Losers (Originaltitel: The Losers) ist ein Actionfilm aus dem Jahr 1970 von Jack Starrett mit William Smith, Bernie Hamilton und Adam Roarke.

## Handlung
Eine Gang von fünf gesetzlosen Motorradfahrern der Devil’s Advocates, von denen die meisten bereits im Vietnamkrieg eingesetzt waren, reist zurück, weil ihre besonderen Fähigkeiten benötigt werden. Sie werden von der CIA angeheuert, um einen in Kambodscha gefangenen Agenten aus den Händen einer feindlichen Armee zu befreien. Nachdem sich die Gangmitglieder erst einmal ordentlich daneben benehmen, bewaffnen sie ihre Motorräder mit allerhand Maschinengewehren, Granaten und Schutzschilden und stürmen das feindliche Camp.

## Kritik
„«The Losers» ist ein kruder Genre-Mix aus Antikriegs- und Abenteuerfilm, in dem Liebesromanze und Gemetzel eine trashige Symbiose eingehen. Exploitation pur aus der Küche des legendären Jack Starrett, eines Einzelgängers des US-Kinos, der als Schauspieler in HELLS ANGELS ON WHEELS mit viel Gusto die Rolle des Seargent Bingham verkörpert.“

## Indizierung
Am 31. Dezember 1983 erfolgte die Indizierung, diese wurde im November 2008 wieder aufgehoben.

## Trivia
The Losers läuft im Hintergrund in einer Szene des Films Pulp Fiction, und wird in einem kurzen Dialog zwischen Butch Coolidge (Bruce Willis) und Fabienne (Maria de Medeiros) angesprochen.
Regisseur Starrett spielt ungenannt die Schlüsselrolle des Chet Davis.